# Асембеков Маргулан Єржанули
Маргулан Єржанули Асембеков (каз. Маргулан Ержанулы Асембеков; нар. 13 грудня 1983) — казахський борець греко-римського стилю, дворазовий чемпіон, дворазовий срібний та триразовий бронзовий призер чемпіонатів Азії, дворазовий срібний призер Кубків світу.

## Життєпис
Боротьбою почав займатися з 1999 року. У 2005 році став чемпіоном світу серед студентів.
У 2012 році, втретє не потрапивши на Олімпіпаду, вирішив покинути спорт. Три роки не виступав, але повернувся на килим у 2015 і сенсаційно виграв чемпіонат Казахстану. Того ж року став призером чемпіонату Азії. У 2016 посів на олімпійському кваліфікаційному турнірі 5 місце і вчетверте не потрапив на Олімпіпаду.
Виступав за борцівський клуб «Даулет», Алмати. Дев'ятиразовий чемпіон Казахстану. Тренери — Асамат Кукібаєв, Танат Сагіндеков.

## Спортивні результати на міжнародних змаганнях

### Виступи на Чемпіонатах світу
| Змагання                        | Збірна    | Вагова категорія                 | Місце |
| ------------------------------- | --------- | -------------------------------- | ----- |
| Чемпіонат світу з боротьби 2003 | Казахстан | греко-римська боротьба, до 96 кг | 26    |
| Чемпіонат світу з боротьби 2005 | Казахстан | греко-римська боротьба, до 96 кг | 5     |
| Чемпіонат світу з боротьби 2006 | Казахстан | греко-римська боротьба, до 96 кг | 15    |
| Чемпіонат світу з боротьби 2009 | Казахстан | греко-римська боротьба, до 96 кг | 17    |

### Виступи на Чемпіонатах Азії
| Змагання                       | Збірна    | Вагова категорія                 | Місце  |
| ------------------------------ | --------- | -------------------------------- | ------ |
| Чемпіонат Азії з боротьби 2003 | Казахстан | греко-римська боротьба, до 96 кг | Бронза |
| Чемпіонат Азії з боротьби 2005 | Казахстан | греко-римська боротьба, до 96 кг | Золото |
| Чемпіонат Азії з боротьби 2006 | Казахстан | греко-римська боротьба, до 96 кг | Золото |
| Чемпіонат Азії з боротьби 2008 | Казахстан | греко-римська боротьба, до 96 кг | Срібло |
| Чемпіонат Азії з боротьби 2009 | Казахстан | греко-римська боротьба, до 96 кг | Срібло |
| Чемпіонат Азії з боротьби 2010 | Казахстан | греко-римська боротьба, до 96 кг | Бронза |
| Чемпіонат Азії з боротьби 2011 | Казахстан | греко-римська боротьба, до 96 кг | 8      |
| Чемпіонат Азії з боротьби 2012 | Казахстан | греко-римська боротьба, до 96 кг | 12     |
| Чемпіонат Азії з боротьби 2015 | Казахстан | греко-римська боротьба, до 98 кг | Бронза |

### Виступи на Азійських іграх
| Змагання           | Збірна    | Вагова категорія                 | Місце |
| ------------------ | --------- | -------------------------------- | ----- |
| Азійські ігри 2002 | Казахстан | греко-римська боротьба, до 96 кг | 9     |
| Азійські ігри 2006 | Казахстан | греко-римська боротьба, до 96 кг | 9     |

### Виступи на Кубках світу
| Змагання                    | Збірна    | Вагова категорія                 | Місце  |
| --------------------------- | --------- | -------------------------------- | ------ |
| Кубок світу з боротьби 2003 | Казахстан | греко-римська боротьба, до 96 кг | 4      |
| Кубок світу з боротьби 2005 | Казахстан | греко-римська боротьба, до 96 кг | Срібло |
| Кубок світу з боротьби 2009 | Казахстан | греко-римська боротьба, до 96 кг | Срібло |
| Кубок світу з боротьби 2011 | Казахстан | греко-римська боротьба, до 96 кг | 5      |

### Виступи на інших змаганнях
| Змагання                                                     | Збірна    | Вагова категорія                 | Місце  |
| ------------------------------------------------------------ | --------- | -------------------------------- | ------ |
| Кубок Азії з боротьби 2003                                   | Казахстан | греко-римська боротьба, до 96 кг | Срібло |
| Чемпіонат світу з боротьби серед студентів 2004              | Казахстан | греко-римська боротьба, до 96 кг | 8      |
| Чемпіонат світу з боротьби серед студентів 2005              | Казахстан | греко-римська боротьба, до 96 кг | Золото |
| Золотий Гран-прі з боротьби 2006                             | Казахстан | греко-римська боротьба, до 96 кг | 5      |
| Міжнародний меморіал Дейва Шульца 2007                       | Казахстан | греко-римська боротьба, до 96 кг | Бронза |
| Кубок Ядегара Імама 2010                                     | Казахстан | греко-римська боротьба, до 96 кг | 7      |
| Золотий Гран-прі з боротьби 2010 (Баку)                      | Казахстан | греко-римська боротьба, до 96 кг | 8      |
| Кубок Президента Казахстану з боротьби 2011                  | Казахстан | греко-римська боротьба, до 96 кг | 5      |
| Золотий Гран-прі з боротьби 2012 (Стамбул)                   | Казахстан | греко-римська боротьба, до 96 кг | 8      |
| Олімпійський кваліфікаційний турнір з боротьби 2012 (Астана) | Казахстан | греко-римська боротьба, до 96 кг | Бронза |
| Турнір Вехбі Емре і Гаміта Каплана 2015                      | Казахстан | греко-римська боротьба, до 98 кг | 7      |
| Кубок Президента Казахстану з боротьби 2015                  | Казахстан | греко-римська боротьба, до 98 кг | 5      |
| Золотий Гран-прі з боротьби 2015                             | Казахстан | греко-римська боротьба, до 98 кг | 7      |
| Олімпійський кваліфікаційний турнір з боротьби 2016 (Астана) | Казахстан | греко-римська боротьба, до 98 кг | 5      |

### Виступи на змаганнях молодших вікових груп
| Змагання                                      | Збірна    | Вагова категорія                 | Місце |
| --------------------------------------------- | --------- | -------------------------------- | ----- |
| Чемпіонат Азії з боротьби серед юніорів 2002  | Казахстан | греко-римська боротьба, до 97 кг | 4     |
| Чемпіонат світу з боротьби серед юніорів 2003 | Казахстан | греко-римська боротьба, до 96 кг | 6     |